# Poplar Grove (Illinois)
Poplar Grove es una villa ubicada en el condado de Boone en el estado estadounidense de Illinois. En el Censo de 2010 tenía una población de 5023 habitantes y una densidad poblacional de 240,95 personas por km².

## Geografía
Poplar Grove se encuentra ubicada en las coordenadas 42°20′37″N 88°50′19″O / 42.34361, -88.83861. Según la Oficina del Censo de los Estados Unidos, Poplar Grove tiene una superficie total de 20.85 km², de la cual 20.79 km² corresponden a tierra firme y (0.25%) 0.05 km² es agua.

## Demografía
Según el censo de 2010, había 5023 personas residiendo en Poplar Grove. La densidad de población era de 240,95 hab./km². De los 5023 habitantes, Poplar Grove estaba compuesto por el 88.37% blancos, el 1.91% eran afroamericanos, el 0.26% eran amerindios, el 0.98% eran asiáticos, el 0.02% eran isleños del Pacífico, el 6.65% eran de otras razas y el 1.81% pertenecían a dos o más razas. Del total de la población el 15.15% eran hispanos o latinos de cualquier raza.